# حسين زياني
حسين زياني (ولد في سيدي داود في 3 مايو 1953) هو رسام وفنان تشكيلي جزائري.

## المعارض الرئيسية
عرضت أعماله في العديد من صالات العرض:

## أنظر أيضا
- الفن التصويري
- الاستشراق
- فن معاصر
- المتحف الوطني للفنون الجميلة بالجزائر

## روابط خارجية
- Galerie Pérahia، باريس، معرض فني يعرض بشكل دائم أعمال زياني